# Coeficiente de presión
El coeficiente de presión es un número adimensional que describe la presión relativa a través de un campo de flujo en dinámica de fluidos. El coeficiente de presión es usado en aerodinámica e hidrodinámica. Cualquier punto inmerso en el flujo de un fluido tiene su propio y único coeficiente de presión, {\displaystyle C_{p}}.
En algunas situaciones en aerodinámica e hidrodinámica, el coeficiente de presión de un punto cerca de un cuerpo es independiente del tamaño del cuerpo. En consecuencia un modelo ingenieril puede ser probado en un túnel de viento o en un túnel de agua, de esta forma se pueden calcular los coeficientes de presión en puntos críticos alrededor del modelo, y estos coeficientes de presión pueden ser usados para estimar la presión del fluido en esos puntos críticos en el prototipo a escala real.

## Flujo incompresible
El coeficiente de presión es un parámetro muy útil para estudiar el flujo de fluidos incompresibles como el agua, y también en fluidos con flujos de bajas velocidades como el aire. La relación entre el coeficiente adimensional y los números dimensionales son
| Símbolo                         | Nombre |
| ------------------------------- | --- |
| {\displaystyle C_{p}}           | Coeficiente de presión                                                                                           |
| {\displaystyle p}               | Presión estática del fluido en el punto en el que el coeficiente de presión es evaluado                          |
| {\displaystyle p_{\infty }}     | Presión del flujo libre, es decir, que se encuentra fuera de cualquier perturbación creada por el cuerpo extraño |
| {\displaystyle \rho _{\infty }} | Densidad del fluido en el flujo (Aire a nivel del mar y 15 °C es 1.225 {\displaystyle kg/m^{3}})                 |
| {\displaystyle V_{\infty }}     | Velocidad de flujo libre del fluido, o la velocidad del cuerpo a través del fluido                               |

Usando ecuación de Bernoulli, el coeficiente de presión puede ser simplicado por considerar el flujo incompresible, sin pérdidas y estacionario:
| Símbolo                     | Nombre                                                          |
| --------------------------- | --------------------------------------------------------------- |
| {\displaystyle C_{p}}       | Coeficiente de presión                                          |
| {\displaystyle V}           | Velocidad del fluido en un punto conocido previamente calculado |
| {\displaystyle V_{\infty }} | Velocidad del fluido                                            |

La relación es también válida para flujos de fluidos compresibles donde las variaciones de velocidad sean tan pequeñas que no produzcan variaciones importantes en la densidad del fluido. Esta suposición es razonable si el número de Mach se mantiene por debajo de 0.3.
- {\displaystyle C_{p}} de valor 0 indica que la presión es la misma que la del flujo libre.
- {\displaystyle C_{p}} de valor 1 indica que la presión es del punto de estancamiento.
- {\displaystyle C_{p}} de menos uno es importante para el diseño de planeadores porque indica una localización perfecta para un medidor de velocidad vertical mediante presiómetro, ya que en este punto no percibe los cambios de presión debido al movimiento del planeador.

En el campo de flujo de fluido alrededor del cuerpo habrá puntos con coeficientes de presión con un valor de hasta 1, y otros puntos con valor negativo, incluyendo coeficientes menores que 1, pero no existe ningún punto con coeficientes mayores que 1, ya que la presión máxima se alcanza en el punto de estancamiento y es conocida como la presión de estancamiento. La única manera de que el coeficiente exceda la unidad es cuando existan técnicas de control avanzadas de la capa límite.

## Flujo compresible
En el seno de flujos de fluidos compresibles como el aire, y en particular de alta velocidad,{\displaystyle {\rho v^{2}}/2} (la presión dinámica) no es más una medida precisa de las diferencias entre presión de estancamiento y presión estática. También, la relación familiar que dice que la presión de estancamiento es igual a la presión total no se mantiene cierta. Como resultado, el coeficiente de presión puede ser mayor que en un flujo incompresible.
- {\displaystyle C_{p}} mayor que uno indica que el flujo libre es compresible.
- {\displaystyle C_{p}={\frac {2}{\gamma \cdot M_{\infty }^{2}}}\left({\frac {p}{p_{\infty }}}-1\right)}

## Distribución de presión
Una superficie de sustentación en un momento dado el ángulo de ataque tendrá lo que se llama una distribución de presión. Esta distribución de presión es simplemente la presión en todos los puntos alrededor de la superficie de sustentación. Por lo general, los gráficos de estas distribuciones se dibujan con los números negativos en la parte superior del gráfico, ya que el {\displaystyle C_{p}} de la parte superior de la superficie de sustentación, estará por lo general por debajo de cero y será por lo tanto, la línea superior del gráfico.

## Relación entreCl{\displaystyle C_{l}}yCp{\displaystyle C_{p}}
El coeficiente de sustentación de un perfil fluidodinámico puede ser calculado a partir de la distribución de coeficientes de presión mediante integración, o calculando el área entre las líneas superior e inferior de distribución del flujo.
| Símbolo                   | Nombre                                                                 |
| ------------------------- | ---------------------------------------------------------------------- |
| {\displaystyle C_{l}}     | Coeficiente de sustentación de un perfil                               |
| {\displaystyle C_{p_{i}}} | Coeficiente de presión en la superficie inferior del perfil o intradós |
| {\displaystyle C_{p_{e}}} | Coeficiente de presión en la superficie superior o extradós            |
| {\displaystyle BA}        | Posición del borde de ataque del perfil                                |
| {\displaystyle BS}        | Posición del borde de salida del perfil                                |
| {\displaystyle c}         | Cuerda del perfil {\displaystyle (=BS-BA)}                             |

Cuando el coeficiente de la superficie inferior es mayor (más negativo) en la distribución, esta cuenta como una área negativa y produciría fuerza hacia abajo, disminuyendo la sustentación.